# Urupá
Urupá là một đô thị thuộc bang Rondônia, Brasil. Đô thị này có diện tích 831,87 km², dân số năm 2007 là 13381 người, mật độ 16,09 người/km².